# Peter Rørdam

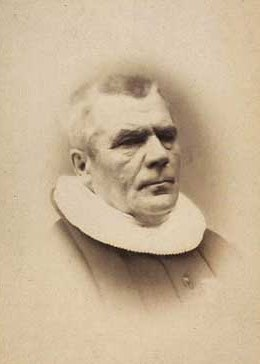
Peter Rørdam.

Peter Rørdam, född den 6 maj 1806, död den 18 september 1883, var en dansk präst, bror till Hans Christian Rørdam.
Rørdam avlade teologisk examen 1829 och deltog verksamt i styrelsen av Köpenhamns asyler; han kom därigenom i nära  vänskapsförbindelse med drottning Karolina Amalia av Augustenborg, ett förhållande, som varade till hennes död. 1841 blev han kyrkoherde i Mern (Sydsjälland) och förflyttades 1856 till Lyngby samt tjänstgjorde 1864 som fältpräst. 
Han utmärkte sig för sin egendomliga vältalighet och var redan tidigt en av grundtvigianismens främsta representanter. Med skärpa  varnade han sina kyrkliga meningsfränder för en  allians med politiska vänstern som en kurtis med "talmajestätet". Han utgav 24 feltprædikener (1864), en samling predikningar (1879) och Kirkelige lejlighedstaler (1880).